# Bawaka Mabele
Bawaka Mabele (Kisangani, 1989. július 9. –) kongói DK válogatott labdarúgó, aki jelenleg az AS Vita Club játékosa.

## Sikerei, díjai
- TP Mazembe
  - Kongói DK bajnok: 2008-09, 2010-11, 2011-12
  - CAF-bajnokok ligája: 2009, 2010
  - CAF-szuperkupa: 2010, 2011

## Külső hivatkozások
- Bawaka Mabele Transfermarkt